# Маріуш Швітальський
Маріуш Швітальський (пол. Mariusz Świtalski; нар. 19 травня 1962) — польський підприємець, засновник цілого ряду відомих торгових мереж: «Biedronka», «Żabka», «Małpka Express», «Elektromis» ( «Eurocash»). Один із найзаможніших поляків.

## Біографія
Народився 19 травня 1962 року. З двох років ріс у дитячих будинках. Закінчив 2-річне професійно-технічне училище за професією сантехнік.

## Кар'єра підприємця
У 1980-х торгував на познанських ярмарках, наприкінці 1980-х спеціалізувався на каві, а потім на комп'ютерній техніці.
У 1987 році заснував Elektromis sp.z oo (зі штаб-квартирою на вул. Огніка в Познані), підприємство, що імпортує кондитерські вироби, електроніку, пиво та спиртні напої. За 2 роки компанія перетворилася на величезний холдинг. З ним співпрацювали материнські та дочірні компанії, засновані Швітальським, деякі з них працюють від імені його колег з дитячого будинку. У 1992 році «Elektromis» мав 50 оптових торговців по всій Польщі та 168 млрд. злотих (16,8 млн. злотих) прибутку на рік.
У 1993 році Elektromis перетворено у Eurocash, який став найбільшою мережею оптових торговців продуктами харчування в Польщі. Наразі мережа працює під цією маркою та налічує близько 180 магазинів «cash&carry». Дохід компанії у 2023 році склав 32,4 млрд злотих. 
У 1995 році Швітальський продав Eurocash «Jerónimo Martins». 
У 1995 році він заснував дисконтну мережу «Biedronka», яку продав у 1998 році (243 торгових точок) тому ж «Jerónimo Martins». В даний час понад 3 600 магазинів у більш ніж 1 100 населених пунктах в Польщі працюють під брендом «Biedronka» а загальний оборот мережі у 2023 році перевищив 21,5 млрд євро (тобто понад 90 млрд злотих).
Швітальський був власником тижневика «Miliarder», а також футбольного клубу «Сокул» (Пневи), співзасновиником тижневика «Nie». Також заснував банк «Posnania».
У 1998 році заснував торгову мережу магазинів біля дому «Żabka», акції якого були викуплені у 2000 році холдингом «AIG». Наразі мережа налічує понад 10 800 магазинів. У 2023 році доходи «Żabka» Group скалали 19,8 млрд злотих.
У 2011 році Швітальський володів фондом «Sowiniec FIZ», який інвестував у нерухомість. Сам бізнесмен є великим польським землевласником.
У грудні 2010 року базована в Познані компанія «Świtalski & Sons» змінила назву на «Czerwona Torebka SA». У 2013 році він створив дисконтну мережу «Czerwona Torebka».
Після початку повномасштабного вторгнення Росії в Україну родина Швітальського приймала у Познані українців, надавала їм житло та роботу. Окрім того, надсилала в Україну гуманітарну допомогу у значних обсягах.